# Фернандо I Арагонски
Фернандо I Арагонски (на испански: Fernando I de Aragón; * 27 ноември 1380, Медина дел Кампо; † 2 април 1416, Игуалада), с прозвище „Справедливия“ и „Честния“, e 17-и крал на Арагон, Валенсия, Майорка, Сардиния, Корсика (номинално), Сицилия, херцог на Афин и Неопатрия (номинално), граф на Барселона, Русийон и Сердан от 1412 до 1416 г., регент на Кастилия от 1406 до 1416 г., от Династия Трастамара.

## Произход
Син е на крал Хуан I Кастилски и Елеонора Арагонска.

## Биография

### Династични права
Фернандо е със статут на „втори син“ в семейството. Тронът на Кастилия е предвиден за брат му, бъдещият крал Енрике III през 1390 г., но той е с лошо здраве (страда от болести като тиф и едра шарка, които определят прякор му „Болнавия“) и към този момент не може да има мъжки наследник, който да наследи престола. Затова Фернандо съхранява надежди за получаване на кастилския трон, което е видно от факта, че той се жени за роднината си Елеонора д’Албуркерке през 1393 г., с което засилва династичните си права, в случай че брат му умре. Раждането обаче на мъжки наследник, бъдещият Хуан II Кастилски през 1405 г., т.е. година преди смъртта на Енрике III, слага край на надеждите на Фернандо да заеме престола на Кастилия.

### Регент на Кастилия
Когато крал Енрике III Болнавият умира през 1406 г., той записва в завещанието си, че по време на малолетието на сина си Хуан II Кастилски, който по това време е на две години, кралицата майка Катрин Ланкастър и брат му Фернандо ще поемат регентството на кралството. Обаче образованието и попечителството на детето-крал ще бъде отговорност на Хуан де Веласко, главния съдия Диего Лопес де Естунига и Пабло де Санта Мария, епископ на Картахена.
Разногласията между двамата сърегенти, подбудени от благородничеството, не продължават много време, и те постигат споразумение да разделят територията на две половини, като Фернандо поема южната част на кралството. На тази длъжност се проявяват неговите административни способности във вътрешните работи.
През 1410 г. по време на войната с Гранадското емирство Фернандо превзема град Антекер.

### Крал на Арагон
Когато Мартин I Арагонски – негов чичо по майчина линия умира без законен наследник, през 1412 г., в съответствие с Каспския компромис, Фернандо става крал на Арагон. Неговият съперник Хайме II Урхелски се възпротивява на това решение и Фернандо присъединява Графство Урхел към Арагон.
Фернандо I въвежда за наследника на арагонската корона титула „принц Хиронски“.

#### Външна политика
Той нормализира вътрешното положение в Сицилия с назначаването през 1415 г. на своя син Хуан II за вицекрал на Сицилия, успявайки да сложи край на гражданската война, пред която след смъртта на Мартин Млади е изправена неговата вдовица Бланка I Наварска с незаконния син Фадрике де Луна. Той също така насочва сина си Хуан към Неапол, предлагайки брак с кралица Джована, провъзгласена за кралица след смъртта на брат ѝ Ладислав Неаполски на 6 август 1414 г., но връзката не се осъществява и Хуан в крайна сметка се жени за Бланка. Останалите синове, наречени от историка дон Хуан Мануел „инфантите на Арагон“ – Енрике, Педро и Санчо, той поставя за велики майстори на военните ордени на Сантяго, Калатрава и Алкантара; от своя страна инфантите на Арагон Мария и Леонор стават кралици съответно на Кастилия и на Португалия. Освен това като член на рода Трастамара Фернандо I има много роднинини в Кастилия, където той също е регент, което му позволява „де факто“ да управлява и в двете корони, тъй като той не се отказва от кастилското регентство, след като получава арагонския престол.
По въпроса за Папската схизма той скоро се разграничава от антипапа Бенедикт XIII и се опитва да го накара да се оттегли от понтификата, за което се среща с него в Морела (1414) и в Перпинян (1415). След решението, взето на Констанцкия събор, свикан на 5 ноември 1414 г., с което са освободени тримата папи, той изявява подкерапата си за нов папа, което позволява на короната на Арагон отново да заеме централно място при решенията на европейско ниво и да си възвърне позицията в челните редици на политиката в Средиземно море.

#### Посещение на крал Сигизмунд през 1415 г.
Крал Сигизмунд, който се опитва да сложи край на Голямата западна схизма през 1415 г., пристига в Арагон при крал Фернандо I, подкрепящ папата от Авиньон срещу (законния) папа на Рим. Първата среща се става сутринта на 21 септември, събота през 1415 г. между Сигизмунд и Бенедикт XIII, а следобед се срещат двамата владетели пред леглото на арагонския крал, описано от съвременна хроника така:
| „ | Той посети цар Фернандо същия следобед, след като предварително съобщи за посещението си при краля. Поради болестта на Фернандо той поздрави Сигизмунд, докато лежеше в леглото, за когото е поставен богато украсен стол с копринено бижу от дясната страна на леглото. Когато Сигизмунд влиза, той поздрави и прегърна краля в леглото с троен поздрав, изрази съжалението си за болестта на краля и след това сяда и се представя на него и Бенедикт. Фернандо също изрази радостта си да види Сигизмунд, дошъл тук толкова от далечна земя, след толкова големи опасности и изрази надеждата си, че идването на Сигизмунд ще даде благотворен резултат за обединяването на църквата. Двамата владетели остават дълго време заедно, консумирайки лека закуска и след това Сигизмунд се сбогува с Фернандо, посещавайки кралицата, дъщеря му и съпругата на принц Алфонсо. При влизането кралските дами отидоха до вратата. Сигизмунд ги поздрави с голямо благоговение и протегна ръка към кралицата, като я доведе до мястото си. Заемайки мястото си, разговорът започна. Сигизмунд говори на латински, принц Алфонсо влезе в ролята на преводач. В края на разговора Сигизмунд се сбогува с дамите и се върна в покоите си, придружен от Алфонсо. | “ |

| „ | На следващия ден, 22 септември в неделя, Фернандо I Арагонски се срещна със Сигизмунд и Бенедикт, граф Арманяк, палатин Никола Гарай и други църковни и светски величия. Антуражът е оттеглен и Бенедикт, Фердинанд и Сигизмунд обмисляха и разговаряха сами. Обсъждането продължи почти три часа. Сигизмунд заяви, че вече четири години работи за възстановяване на мира в Църквата и е дошъл тук с желанието да го осъществи. | “ |

### Смърт
Фернандо I Арагонски умира през 1416 г. на 35-годишна възраст. Погребан е в манастир Поблет. Лоренцо Вала написва официална биография на Фернандо I – Historiarum Ferdinandi regis Aragonum libri sex („За деянията на Фернандо, краля на Арагон“).

## Брак и потомство
∞ 1393 за Елеонора д’Албуркерке, от която има седем деца:
- Алфонсо V Арагонски (1396 – 1458), 18-и крал на Арагон, Сицилия и Неапол; ∞ за Мария Кастилска, от която няма деца. Има 3 извънбрачни деца.
- Мария Арагонска (1396 – 1445), кралица на Кастилия като първа жена на крал Хуан II Кастилски, от когото има 4 деца
- Хуан II Арагонски (1398 – 1479), 19-и крал на Арагон и Навара; ∞ 1. 6 ноември 1419 (с представител) в Олите, 18 юни 1420 в Катедралата на Памплона за Бланка Наварска, дъщеря на краля на Навара Шарл III Наварски, от която има 4 деца; 2. 1 април 1444 в Торелобатон за Хуана Енрикес (1425 – 1468), дъщеря на адмирала на Кастиля, господар на Медина де Риосеко и граф на Мелгар Фадриге Енрике де Мендоса, от която има 4 деца. Има и 7 извънбрачни сина и 2 извънбрачни дъщери.
- Енрике Арагонски (1400 – 1445), херцог на Валенсия, херцог на Вилена (1420 – 1445), граф на Абуркерке (1435 – 1445), граф на Ампуряс (1436 – 1445) и Велик магистър на Орден на Сантяго; ∞ 12 юли 1420 за 1-вата си братовчедка Катерина Кастилска, херцогиня на Вилена, от която има 1 мъртвородена дъщеря. Има 1 извънбрачен син.
- Елеонора Арагонска (1400/1402 – 1445), чрез брак кралица на Португалия; ∞ 22 септември 1428 в Коимбра за Дуарте I, от когото има 9 деца.
- Педро Арагонски (1406 – 1438), граф на Албуркерке, херцог на Ното, неженен, бездетен
- Санчо (1410 – 1416), магистър на Ордена Алкантара (1410 – 1416) и на Ордена Калатрава.

- Портрети на децата на Фернандо I
- Инфантите на Арагон (по часовниковата стрелка отгоре): Алфонсо, Хуан, Мария, Енрике, Леонор и Педро.
- Алфонсо V Арагонски
крал на Арагон
- Хуан II
крал на Арагон
- Мария Арагонска
 кралица на Кастилия
- Енрике, херцог на Валенсия
- Елеонора Арагонска
кралица на Португалия